# Seleção Alemã-Oriental de Basquetebol
A Seleção Alemã-Oriental de Basquetebol representou a República Democrática Alemã (RDA) durante os anos em que a Alemanha esteve dividida politicamente e fisicamente pelo Muro de Berlim (alemão: Berliner Mauer). A equipe alemã-oriental participou de cinco edições do EuroBasket (1959, 1961, 1963, 1965 e 1967) sendo que apenas em 1963 ficaram entre os oito primeiros colocados (6º Lugar). Nestas edições do EuroBasket, encabeçados pela União Soviética, vários países do Leste Europeu (Hungria, Polónia, Jugoslávia, Bulgária, etc) lideravam as primeiras colocações das competições europeias.
O esporte sempre se mostrou uma importante ferramenta de propaganda do regime socialista, o foi com Cuba, União Soviética, mais atualmente com a República Popular da China, e não foi diferente com a Alemanha Oriental. Suas delegações estiveram entre os maiores conquistadores em Olimpíadas, movidos também pela rivalidade com a Alemanha Ocidental capitalista, ocupando os lugares mais altos nos Quadros de Medalhas. Mas essa história não se repetiu com o basquetebol, pois os dirigentes canalizavam os investimentos para esportes individuais em detrimento aos esportes coletivos, com exceção do futebol.